# ショーベリ賞
ショーベリ賞（Sjöberg Prize）は、癌研究に関する卓越した貢献に対して授与される医学の賞。ショーベリ財団によって2016年に設立され、毎年スウェーデン王立科学アカデミーによって選考される。賞金は100万ドル。

## 受賞者
- 2017年 ジェームズ・P・アリソン, アンソニー・ハンター
- 2018年 陳竺, Anne Dejean, Hugues de Thé
- 2019年 デニス・スレイモン, ブライアン・ドラッカー
- 2020年 マイケル・ホール, デイヴィッド・M・サバティーニ
- 2021年 Benjamin L. Ebert
- 2022年 Arul M. Chinnaiyan
- 2023年 Kevan M. Shokat
- 2024年 Catherine J. Wu
- 2025年 Miriam Merad